# Тёмные ветра
«Тёмные ветра» (англ. Dark Winds) — американский телесериал в жанре психологического триллера, созданный Грэмом Роландом на основе серии книг Тони Хиллермана Leaphorn & Chee и выходящий на телеканале AMC.
Премьера первого сезона состоялась 12 июня 2022 года. Сезон насчитывает шесть серий. После премьеры сериал был продлён на второй сезон, премьера которого состоялась 30 июля 2023 года. В сентябре сериал был продлён на третий сезон.

## Сюжет
Действие сериала разворачивается в 1970-х годах, на юго-западе США и рассказывает о двух полицейских навахо, Джо Липхорне и Джиме Чи.

## В ролях
- Зан Макларнон — Джо Липхорн[2]
- Кайова Гордон — Джим Чи[2]
- Ноа Эммерих — Уитовер[3]
- Джессика Маттен — Бернадетт Мануэлито: сержант полиции навахо, работающая в тесном сотрудничестве с Липхорном[4]
- Рэйн Уилсон — Посвящённый Дэн: миссионер, который полагается на свою веру для вербовки последователей[5]

## Производство
В июле 2021 года было объявлено, что телеканал AMC начал разработку сериала «Тёмные ветра». Его создателем стал Грэм Роланд, который также выступил исполнительным продюсером вместе с Заном Макларноном, Джорджем Мартином, Робертом Редфордом, Тиной Элмо, Винсом Герардисом, Винсом Каландрой и Крисом Эйром. Редфорд ранее уже был исполнительным продюсером двух других адаптаций серии Leaphorn & Chee, «Тёмный ветер» и Skinwalkers. Каландра выступает в роли шоураннера, а Эйр срежиссировал пилотный эпизод. Производством сериала занимаются компании AMC Networks и Dark Winds Productions.
Главные роли в сериале получили Зан Макларнон и Кайова Гордон. В августе 2021 года Ноа Эммерих получил роль Уитовера. В том же месяце Джессика Маттен получила роль Бернадетт Мануэлито. Рэйн Уилсон получил роль «Посвящённого Дэна» в начале сентября.
Съёмки сериала прошли с конца августа по ноябрь 2021 года и охватили Санта-Фе, штат Нью-Мексико, Эспаньолу, Тесуке-Пуэбло, Кочити-Пуэбло и Навахо-Нейшен.
Премьера сериала состоялась 12 июня 2022 года. В том же месяце он был продлён на второй сезон.

## Рейтинги
Каждый эпизод дебютного сезона на AMC смотрели в среднем 2 млн. человек, второй сезон вошел в число 10 самых популярных кабельных драм в 2023 г. В августе 2024 г. первые два сезона попали на Netflix, войдя в топ-10 общего чарта потокового вещания Nielsen.

## Приём
Критики особенно высоко оценили игру Маккларнона, а также впечатляющее сочетание криминальной драмы, семейной динамики и аутентичного изображения традиций и культуры индейцев навахо.